# Abigail Hyndman
Abigail Hyndman (Road Town, 1990) è una modella britannica, incoronata Miss Isole Vergini Britanniche 2011 presso il Multi Purpose Sports Complex di Road Town il 31 luglio 2011.
Ha inoltre ottenuto il titolo di Miss Poise. Si è classificata davanti a Ciara Christian e Shanett Browne, rispettivamente seconda e terza classificata.
Al momento dell'incoronazione, Abigail Hyndman era una studentessa di biologia presso la Xavier University of Louisiana. In precedenza aveva studiato presso la Charlotte Amalie High School, da cui si era diplomata nel 2008.
Grazie alla vittoria del titolo, Abigail Hyndman è stata scelta come rappresentante ufficiale delle Isole Vergini britanniche per Miss Universo 2012.